# 소아난양
《소아난양》(小儿难养)은 2013년 방송되었던 중국의 드라마이다.

## 소개
- 30대 젊은 부부들이 아이를 낳았다면 어떻게 기르는지에 대해 그린 드라마

## 등장 인물
- 천쓰청 - 강샤오 역
- 송가 (Audrey) - 지엔닝 역
- 완첸 - 지엔아이 역
- 왕사사 (王思思) - 자오샤오뤄 역
- 왕야오칭 - 옌다오신 역
- 펑관잉 - 우디 역
- 왕유유 (王维维) - 쉬자오이 역
- 진위 (陈卫) - 쑹춘팡 역
- 웨이천 - 반랑 역
- 조나단 코스리드 (Jonathan Kos-Read) - 피터톰슨 역
- 장연 (张然) - 이웨이 역
- 하이칭 - 왕닝 역